# Socket F
В 2005 году была полностью обновлена линейка ядер для серверных процессоров Opteron: вместо ядра SledgeHammer появилось целых 3 ядра семейства: Athens, Troy и Venus. Последнее из ядер, самое младшее в линейке, почти сразу же также было переведено на Socket 939. Остальные же 2 ядра держались до середины 2006 года, используя Socket 940.
Но с приходом очередного обновления ядер процессоров линейки Opteron на Santa Rosa и Santa Ana взамен Athens и Troy, были заменены и процессорные сокеты на Socket F.
Socket F построен по принципу контактных площадок LGA, как у современных процессоров Intel, и имеет 1207 контактов. На нём с 2007 года выпускаются процессоры Opteron на ядре Santa Rosa и Santa Ana. Эти ядра имеют TDP до 95 Вт и выполняются по 90-нм техпроцессу. Также планировался выпуск 4-ядерных серверных процессоров на ядре Deerhound, выпуск которого был назначен на 2007 год, но этого не произошло.
Кулеры для Socket F можно использовать совместимые с Socket 940/939 через специальный переходник, такой как на материнской плате Asus L1N64.